# 日圓
日圓是日本的官方货币，正式名稱圓（日语：〔〕／〔〕，日語羅馬字：Yen），全称为日本圓，亦稱作日圆、日幣，货幣符號為¥（与人民币相同，若人民幣與日圓同時出現，則在"¥"前分別加上CNY及JPY以區別），国际标准化组织ISO 4217的货币代码為JPY。其發行機構為日本銀行，纸币称为「日本银行券」，由國立印刷局所印製。其在國際準備貨幣的国际构成比例仅次于美元與歐元，列於第3位。

## 字源
字在晚清傅雲龍所著《游歷日本圖經·卷二十·日本文學 上·日本文表附錄日本異字》中指為「圓」的俗字。另，江戶時代中期日本人太宰純於《倭楷正訛》遺稿例舉俗字即有外「囗」內「丨」之形，可見其來有自。另一邊廂，「丹」字也有異體寫作「円」，但只是巧合同形，跟日圓所使用的此字無關。
中國的硬幣曾於江戶時代在日本廣泛使用，因而早期的日文漢字與中文漢字的「圓」寫法、意義相同，並與韓文的「圜」（원）為同源字。相較而言，現代日語書寫採用新字體的字，中國大陸常使用笔画较少的一个同音字「元」。
標準日語將的罗马字写作「en」，但英語中的拼法却是「yen」。其最大的原因被認為是幕末過渡到明治期間，英美人將其串標為「yen」並流通國際。史上首部正规的英和和英辭典──赫本所著的『和英語林集成』（初版1867年）中，将「e」「we」[je]音開頭的單語全部写作「ye」[je]，即效仿了英国汉学家麦都思所著，混合了使用「e」和「ye」的『英和和英語彙』（1830年）。因為麦都思並沒有造訪日本也没有与日本人交流过，而是在雅加達（舊名巴達維亞）结合和荷辞典及从去过日本的人群获得的信息编写而成。其后赫本發現日文中的「e」除了一部分的地方之外，並不是發[je]音而是[e]音後，在完成了赫本式羅馬字的第三版（1886年版）中，除了「圓」和格助詞的「へ」以外，所有的「エ」開頭都改成「e」了。显然此时为了将此货币名称进行区别，已将其定形為「yen」，也是因為在西洋語言中「yen」比較不會和其他詞語混淆（例如法語的前置詞en等）且连读时也容易發「yen」[jen]音。

## 歷史
現在使用的日本貨幣單位「圓」，是在1871年6月27日（明治4年5月10日）制定的，以取代當時的四进制的二分金。「圓」的名稱源于18世紀時，由西班牙和其殖民地墨西哥所發行的「銀圓」，後來在明治年間，由英國殖民地香港造幣局所發行的「香港壹圓」開始流入日本，與其同時「銀圓」的名字也一并傳入日本。日本政府于1870年，仿照當時的港幣以同品位,同量的銀貨製造貨幣，首次發行了銀本位制的貨幣，從此時起日本貨幣名爲圓。後來伊藤博文有鑑于當時的国際情勢，把貨幣制度改爲金本位，仍然以圆为单位，一圓与1500毫克纯金等值，并设有辅币单位錢及厘，兑换比例为十进制，即1圓=100錢=1000厘。

### 银本位与金银复本位
在日本国内，白银的价值相对较高。因而其黄金与白银比价要低于国际市场，这就使得国际投机商有利可图。他们将銀兩运入日本，换成黄金，再到其他国家卖出。此举扰乱了日本经济，到1874年，日本实际上转向了银本位制。虽然白银的价格相对于黄金仍然在下跌，但出于贸易结算的考虑，日本对外贸易多以银币计算。

### 金本位
1897年，随着日本货币法的发布，日圓的金本位制度第二次以法律形式被确立下来。该法律规定一日圓与750毫克黄金等价。1931年英国取消金本位之后，日本也在同年12月31日由大藏省宣布停止黄金输出，禁止金幣与鈔票之间的兑换。

## 与美元的汇率

二戰後日圓美圓匯率

由于在第二次世界大战中日本发生严重的通货膨胀，日圓在战后极度贬值。1946年2月，日本制订《金融紧急措施》，规定将超额银行券存入银行，限制存款的提取。该措施取得短期效果，但由于日本政府为了促进经济恢复而采取赤字政策，大量发行货币、不加限制地向企业发放贷款人为引发通货膨胀，所以日本的通货膨胀率并没有下降。为了恢复日本经济，美国在日本实行了道奇计划。作为其计划的一部分，1948年12月10日美国政府向駐日盟軍總司令部（GHQ）發表了《日本经济稳定计划》，也就是所谓的经济九项原则，实行限制贷款、稳定物价、稳定工资、减少财政赤字等措施。1949年4月25日，日本开始实行固定汇率制，本来美国方面的计划是将汇率设置在330日圓兑1美元，但考虑到日本可能会出现通货膨胀而最终确定为360：1这一数值。1日圓的含金量为2.46852毫克。
随着日本的崛起和经济的复苏，日本对美国出口逐步扩大，美国方面开始感觉到了压力并希望日圓升值。另一方面，随着1971年美国总统尼克松宣布放弃美元对黄金的固定比价，布雷顿森林体系被破坏，日圓开始升值。日本政府为了维持日圓汇率，约投入27亿美元，将其升值控制在6%的范围之内。日本政府的干预行为给货币市场打响了“日圓还会进一步升值”的信号。同年12月8日，发达国家财政部长达成史密森协议，协议规定日圓升值16.88%，新汇率为308：1并可以在5%的范围内上下浮动。事实上史密森协议不过是一种在小范围内变化的固定汇率制，同时日圓升值之后的日本仍然保持着大量的出口额，1972年日本对美国的贸易顺差还是达到了40多亿美元。受第八次美元危机进一步影响，1973年2月14日日圓开始进入第二轮升值，3月时随着各国放弃史密森协议而采用浮动汇率，日圓汇率已经达到265日圓兑换1美元的水平。但这一价格实际被高估，此后日圓开始贬值，到1974年时下跌到300日兑换比1美元。
进入1975年之后，日本对美贸易又开始出现扩张趋势，1977年6月美国财政部长维纳·迈克尔·布鲁门塔尔表达对日圓停留在低价位的不满。
随后市场预计日圓将要上涨，于是大量买入日圓，导致日圓在1978年达到了170兑1美元左右的高价。这之后，由于第二次石油危机导致石油价格上涨，美国开始出现通货膨胀。当时的美联储主席保罗·沃克采取提升利率、控制货币发行的措施以期降低通货膨胀率。这一行为虽然抑制了通货膨胀，但另一方面也导致美元升值。同时，在贸易顺差中掌握着大量外汇储备的日本企业和金融机构为了追求高利率，纷纷将多余的美元存入美国的银行，因而日本的美元储备大量外流。这两方面的原因造成了日圓在1979年到1985之间相对于美元贬值，1985年5月日圓兑美元汇率大约在250比1。

微觀90年後日圓美圓匯率

然而由于美国所采取的紧缩型货币政策，美国的对外贸易逆差仍然在增大，1984年时达到了1090亿美元。1985年6月中美元又经历了小幅上涨，在美国政府的主持之下，日本、联邦德国、英国、美国和法国的财政部长及央行行长于1985年9月22日在美国纽约的广场饭店召开会议，达成了联合干预外汇市场的协议。该协议史称广场协议，主要内容为5国集团（G5）共同促进美元的贬值。协议签订之后3个月，日圓便升值20%，达到200日圓兑1美元的水平，1987年时更是达到120日圓兑1美元。为遏制日圓升值带来的负面影响，日本央行将贴现率由5%下调至2.5%。然而受J曲线效应的影响，日本对美国的出口不但没有出现预期中的降低，反而有所上升。同时，弱势美元对于美国吸收国外投资不利，因此美国希望阻止美元的进一步贬值。1987年2月美国又号召7国财长在法国巴黎卢浮宫召开会议，会议达成了制止美元进一步贬值的谅解，这一协议被称为卢浮宫协议。此后日圓发生了一定幅度的贬值，日本中央银行因此又多次调整贴现率至6%的水平。
进入20世纪90年代后，日本对美国的贸易顺差仍然存在，特别是在高技术产业和汽车工业等方面。克林顿政府通过种种方式，干预日圓升值。另一方面，美国自身的赤字政策也使得美元发生贬值，国际资本也将手中的美元兑换成坚挺的日圓。这一轮升值使得日圓在1995年中达到了80日圓兑换1美元的高价。1998年后，日圓因為亞洲金融危機下跌到145兑换1美元。之后，随着俄罗斯金融危机等原因，日圓开始升值，2000年后日圓又开始恢复贬值。虽然在2001年美国经历911事件后美元开始贬值，但是由于日本银行的干预，之后的日圓仍然保持着下跌趋势，到2002年底时日圓兑美元的汇率约为130比1，之後至2008年前，日圓匯率約在1美元兌100至120日圓間波動。
2008年金融海嘯後，日圓因為避險資金再度進駐，強勁升值。2011年10月31日，日圓一度升至75.57兌1美元，成為二次世界大戰戰後以來的最高記錄。在此後約近一年間，日圓仍持續於1美元兌80元以下的高檔震盪，強勁已久的日圓危及日本出口，因此在安倍晉三上任後，採行更激進的貨幣寬鬆政策以刺激日本出口產業，由於寬鬆政策奏效，半年內日圓對美元即貶值達20%，2015年7月，日圓一度跌至125兌1美元。然而由于英國脫歐公投，作为规避风险，日圓被大量外币买入而升值，兑美元汇率立即上升超过4%，直到2016年8月目前1美元約可兌換約100日圓。
2024年3月，日元继续贬值，1美元可兑换约152日元，1人民币可兑换21.4日元，1新台币可兑换 4.7日元。2024年，4月29日，日元继续走弱，日元兑美元一度跌破160关口，创1990年来新低。

## 国际地位
第二次世界大战后初期，日圓的兑换处在严格的管制之下。1964年之后随着日本成为国际货币基金组织的成员国之后，日圓才开始有规模的被使用在国际贸易结算中。1970年代之后，日本对外贸易的繁荣和经济的复苏，日圓交换自由化的压力开始增大。1980年，日本修改了外汇法，日圓进入了初步的自由化交换阶段。美国由于存在着较大的对日贸易逆差，希望日圓汇率能够更加自由。1984年，日圓-美元委员会成立，被视为日圓邁向国际化的开始。
目前日圓是國際貨幣中，交易量排名第三者，次於美元及歐元。

## 流通紙幣
紙幣由日本银行发行，国立印刷局制造，稱為日本银行券。现在发行的纸币为F券。
| 现在正在印刷中的钞票 | 现在正在印刷中的钞票 | 现在正在印刷中的钞票 | 现在正在印刷中的钞票 | 现在正在印刷中的钞票 | 现在正在印刷中的钞票 | 现在正在印刷中的钞票           | 现在正在印刷中的钞票 |
| 圖片                 | 圖片                 | 面額                 | 尺寸                 | 券别                 | 描述                 | 描述                           | 發行日期             |
| 正面                 | 反面                 | 面額                 | 尺寸                 | 券别                 | 正面                 | 反面                           | 發行日期             |
| -------------------- | -------------------- | -------------------- | -------------------- | -------------------- | -------------------- | ------------------------------ | -------------------- |
|                      |                      | 10,000圓             | 160 × 76㎜           | F号券                | 澀澤榮一             | 東京車站的丸之內側站房         | 2024年7月3日         |
|                      |                      | 5,000圓              | 156 × 76㎜           | F号券                | 津田梅子             | 多花紫藤                       | 2024年7月3日         |
|                      |                      | 1,000圓              | 150 × 76㎜           | F号券                | 北里柴三郎           | 《冨嶽三十六景》之神奈川沖浪裏 | 2024年7月3日         |

| 还在发行中的旧版钞票 | 还在发行中的旧版钞票 | 还在发行中的旧版钞票 | 还在发行中的旧版钞票 | 还在发行中的旧版钞票 | 还在发行中的旧版钞票 | 还在发行中的旧版钞票                  | 还在发行中的旧版钞票 |
| 圖片                 | 圖片                 | 面額                 | 尺寸                 | 券别                 | 描述                 | 描述                                  | 發行日期             |
| 正面                 | 反面                 | 面額                 | 尺寸                 | 券别                 | 正面                 | 反面                                  | 發行日期             |
| -------------------- | -------------------- | -------------------- | -------------------- | -------------------- | -------------------- | ------------------------------------- | -------------------- |
|                      |                      | 10,000圓             | 160 × 76㎜           | E号券                | 福澤諭吉             | 平等院鳳凰堂的鳳凰像                  | 2004年11月1日        |
|                      |                      | 5,000圓              | 156 × 76㎜           | E号券                | 樋口一葉             | 尾形光琳的「燕子花图屏风」            | 2004年11月1日        |
|                      |                      | 1,000圓              | 150 × 76㎜           | E号券                | 野口英世             | 富士山、逆富士與櫻花                  | 2004年11月1日        |
|                      |                      | 2,000圓              | 154 × 76㎜           | D号券                | 守禮門               | 紫式部、源氏物語繪卷（光源氏、冷泉帝) | 2000年7月19日        |

## 流通硬幣
日圓硬幣由日本銀行發行，日本造幣局製造。日本硬幣的鑄造年份不是用公元紀年的，而是採用年號標示，例如2025年鑄造的硬幣是標示「令和七年」。
| 各類流通硬幣 | 各類流通硬幣 | 各類流通硬幣 | 各類流通硬幣 | 各類流通硬幣 | 各類流通硬幣             | 各類流通硬幣                                     | 各類流通硬幣                 | 各類流通硬幣                                                    | 各類流通硬幣         |
| 圖像         | 面值         | 技術參數     | 技術參數     | 技術參數     | 技術參數                 | 描述                                             | 描述                         | 描述                                                            | 首次鑄造             |
| 圖像         | 面值         | 直徑         | 厚度         | 重量         | 成份                     | 邊緣                                             | 圖左                         | 圖右                                                            | 首次鑄造             |
| ------------ | ------------ | ------------ | ------------ | ------------ | ------------------------ | ------------------------------------------------ | ---------------------------- | --------------------------------------------------------------- | -------------------- |
|              | ¥1           | 20 毫米      | 1.2 毫米     | 1克          | 100% 鋁                  | 平滑                                             | 樹苗，國號及面值             | 面值及鑄造年份                                                  | 1955                 |
|              | ¥5           | 22 毫米      | 1.5 毫米     | 3.75克       | 60–70% 銅 30–40% 鋅      | 平滑                                             | 稻穗，齒輪，水及面值         | 國號及鑄造年份                                                  | 1959                 |
|              | ¥10          | 23.5 毫米    | 1.5 毫米     | 4.5克        | 95% 銅 3–4% 鋅 1–2% 錫   | 有凹槽                                           | 平等院內的鳳凰堂，國號及面值 | 常綠樹，面值及鑄造年份                                          | 1951                 |
| 平滑         | ¥10          | 23.5 毫米    | 1.5 毫米     | 4.5克        | 95% 銅 3–4% 鋅 1–2% 錫   | 1959                                             | 平等院內的鳳凰堂，國號及面值 | 常綠樹，面值及鑄造年份                                          |                      |
|              | ¥50          | 21 毫米      | 1.7 毫米     | 4克          | 白銅 75% 銅 25% 鎳       | 有凹槽                                           | 菊花，國號及面值             | 面值及鑄造年份                                                  | 1967                 |
|              | ¥100         | 22.6 毫米    | 1.7 毫米     | 4.8克        | 白銅 75% 銅 25% 鎳       | 有凹槽                                           | 櫻花，國號及面值             | 面值及鑄造年份                                                  | 1967                 |
|              | ¥500         | 26.5 毫米    | 1.85 毫米    | 7.2克        | 75% 銅 25%鎳             | 平滑字體（"NIPPON ◆ 500 ◆ NIPPON ◆ 500 ◆"）      | 泡桐，國號及面值             | 面值，竹葉，橘子，鑄造年份                                      | 1982(1999年结束發行) |
|              | ¥500         | 26.5 毫米    | 1.81 毫米    | 7 克         | 72% 銅 20% 鋅 8% 鎳      | 有斜凹槽                                         | 泡桐，國號及面值             | 面值，竹葉，橘子，鑄造年份（具防偽特徵） （页面存档备份，存于） | 2000(2021年结束發行) |
|              | ¥500         | 26.5 毫米    | 1.81 毫米    | 7.1 克       | 75% 銅 12.5% 鋅 12.5% 鎳 | 外緣：鎳黃銅 中心（表層）：白銅 中心（内側）：銅 | 泡桐，國號及面值             | 面值，竹葉，橘子，鑄造年份（具防偽特徵）                        | 2021                 |

由於1982年到1999年發行的舊版500日圓硬幣的大小、厚薄、金屬成份等和500韓圓硬幣一樣，但只有重量上比較輕，因此有不法份子把500韓圓的中間打洞，使其重量與500日圓相同，從而欺騙日本的自動販賣機等機器，以十分之一的價錢換取商品或找換真幣。最終日本在2000年發行第二代500日圓硬幣，除新增防偽功能外亦改變硬幣的金屬成份，使機器設備可用導電係數判斷硬幣真偽，才解決問題。

## 過往發行紙幣
以下面值的纸币均已停止发行，但其中部分纸币仍可流通。
- 5錢
- 10錢
- 1圓
- 5圓
- 10圓
- 50圓
- 100圓
- 500圓

| 根據Google财经：    | AUD CAD CHF CNY EUR GBP HKD TWD USD |
| 根據新浪财经：      | AUD CAD CHF CNY EUR GBP HKD TWD USD |
| 根據雅虎財經：      | AUD CAD CHF CNY EUR GBP HKD TWD USD |
| 根據雅虎香港財經：  | AUD CAD CHF CNY EUR GBP HKD TWD USD |
| 根據Yahoo奇摩股市： | AUD CAD CHF CNY EUR GBP HKD TWD USD |
| 根據XE.com：        | AUD CAD CHF CNY EUR GBP HKD TWD USD |
| 根據OANDA：         | AUD CAD CHF CNY EUR GBP HKD TWD USD |

## 歷史匯率
以下的表格顯示過去美元兌日圓的月平均匯率。
| 年                 | 月間平均值 | 月間平均值 | 月間平均值 | 月間平均值 | 月間平均值 | 月間平均值 | 月間平均值 | 月間平均值 | 月間平均值 | 月間平均值 | 月間平均值 | 月間平均值 | 年間最高最低值 | 年間最高最低值 | 年間最高最低值 | 年間最高最低值 |  |
| 年                 | 1月        | 2月        | 3月        | 4月        | 5月        | 6月        | 7月        | 8月        | 9月        | 10月       | 11月       | 12月       | 最高值         | 日期           | 最低值         | 日期           |  |
| ------------------ | ---------- | ---------- | ---------- | ---------- | ---------- | ---------- | ---------- | ---------- | ---------- | ---------- | ---------- | ---------- | -------------- | -------------- | -------------- | -------------- |  |
| 2000年（平成12年） | 106.90     | 110.27     | 105.29     | 106.44     | 107.30     | 105.40     | 109.52     | 106.43     | 107.75     | 108.81     | 111.07     | 114.90     | -              | -              | -              | -              |  |
| 2001年（平成13年） | 116.38     | 116.44     | 125.27     | 124.06     | 119.06     | 124.27     | 124.79     | 118.92     | 119.29     | 121.84     | 123.98     | 131.47     | -              | -              | -              | -              |  |
| 2002年（平成14年） | 132.94     | 133.89     | 132.71     | 127.97     | 123.96     | 119.22     | 119.82     | 117.97     | 121.79     | 122.48     | 122.44     | 119.37     | -              | -              | -              | -              |  |
| 2003年（平成15年） | 119.21     | 117.75     | 119.02     | 119.46     | 118.63     | 119.82     | 120.11     | 117.13     | 110.48     | 108.99     | 109.34     | 106.97     | -              | -              | -              | -              |  |
| 2004年（平成16年） | 105.88     | 109.08     | 103.95     | 110.44     | 109.56     | 108.69     | 111.67     | 109.86     | 110.92     | 105.87     | 103.17     | 103.78     | -              | -              | -              | -              |  |
| 2005年（平成17年） | 103.58     | 104.58     | 106.97     | 105.87     | 108.17     | 110.37     | 112.18     | 111.42     | 113.28     | 115.67     | 119.46     | 117.48     | -              | -              | -              | -              |  |
| 2006年（平成18年） | 117.18     | 116.35     | 117.47     | 114.32     | 111.85     | 114.66     | 114.47     | 117.23     | 118.05     | 117.74     | 116.12     | 118.92     | -              | -              | -              | -              |  |
| 2007年（平成19年） | 121.34     | 118.59     | 118.05     | 119.41     | 121.63     | 123.48     | 118.99     | 116.24     | 115.27     | 114.78     | 110.29     | 113.12     | -              | -              | -              | -              |  |
| 2008年（平成20年） | 106.63     | 104.34     | 99.37      | 104.05     | 105.46     | 105.33     | 108.13     | 108.80     | 104.76     | 97.01      | 95.31      | 90.28      | -              | -              | -              | -              |  |
| 2009年（平成21年） | 89.51      | 97.87      | 98.31      | 97.67      | 96.45      | 95.56      | 95.61      | 92.78      | 89.76      | 91.11      | 86.15      | 92.13      | -              | -              | -              | -              |  |
| 2010年（平成22年） | 90.19      | 89.34      | 93.27      | 94.18      | 91.49      | 88.66      | 86.37      | 84.24      | 83.32      | 80.68      | 84.03      | 81.51      | -              | -              | -              | -              |  |
| 2011年（平成23年） | 82.04      | 81.68      | 82.84      | 81.60      | 81.60      | 80.42      | 77.59      | 76.58      | 76.70      | 78.00      | 77.00      | 76.00      | -              | -              | -              | -              |  |
| 2012年（平成24年） | 82.00      | 83.00      | 80.00      | 78.00      | 80.00      | 78.00      | 79.00      | 78.00      | 80.00      | 83.00      | 87.00      | 92.00      | -              | -              | -              | -              |  |
| 2013年（平成25年） | 92.00      | 94.00      | 97.00      | 100.00     | 98.00      | 97.00      | 97.00      | 98.00      | 99.00      | 97.00      | 102.00     | 104.00     | -              | -              | -              | -              |  |
|                    |            |            |            |            |            |            |            |            |            |            |            |            |                |                |                |                |  |

### 历史上曾使用
- 文 (货币单位)
- 小判
- 両
- 和同開珎

## 外部連結
- 近現代日本のお金 （页面存档备份，存于）（日語）
- 日本硬幣 (目錄和畫廊) （页面存档备份，存于）
- 日圓/美元 外匯圖表 （页面存档备份，存于）